# Quíbor
Quíbor ist eine Stadt im Bundesstaat Lara, Venezuela. Sie ist Hauptstadt des Bezirks (Municipio) Jiménez.
Die Region war bei Ankunft der Europäer schon dicht besiedelt. Abordnungen der Welser haben Quíbor Anfang des 16. Jahrhunderts bei mehreren ihrer Expeditionen besucht. Heutzutage ist die Stadt vorwiegend ein Zentrum für die Landwirtschaft der Region.